# Sorghastrum incompletum
Sorghastrum incompletum là một loài thực vật có hoa trong họ Hòa thảo. Loài này được (J.Presl) Nash miêu tả khoa học đầu tiên năm 1912.